# Jacques Cassard

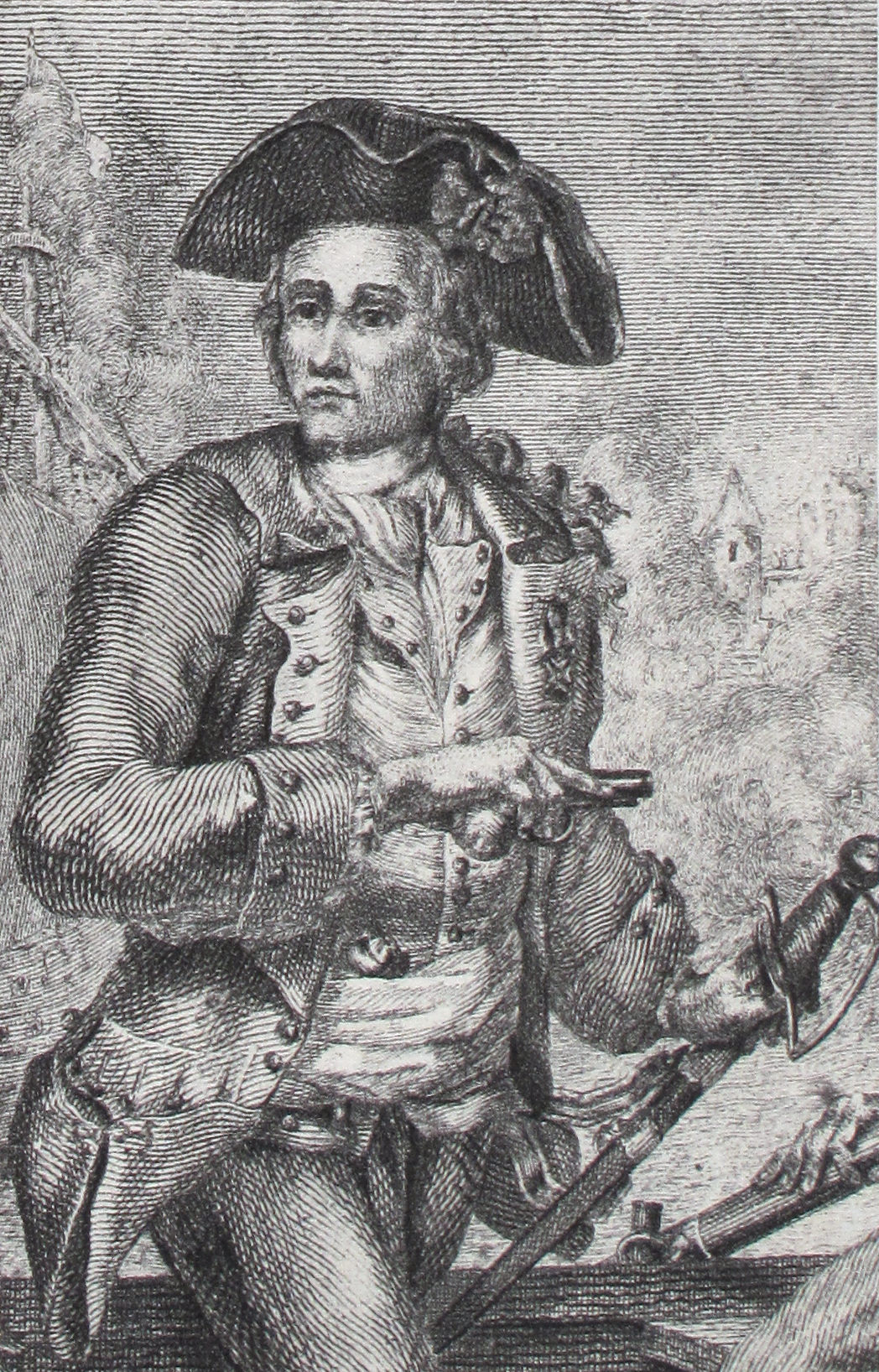
Porträt von Jacques Cassard

Jacques Cassard  (* 30. September 1679 in Nantes; † 21. Januar 1740 in Ham) war ein französischer Kapitän und Freibeuter.
Jacques Cassard machte bereits als 7-jähriger Schiffsjunge an Bord eines Freibeuters aus Saint-Malo erste Erfahrungen mit der Seefahrt. Mit 18 Jahren wurde er zum Leutnant auf einer Fregatte ernannt. Er war als Offizier und Seemann an zahlreichen Seeschlachten während des Spanischen Erbfolgekrieges beteiligt. 1709 hatte er erfolgreich einen Schiffskonvoi mit Getreide aus Tunesien nach Marseille begleitet. Das Getreide sollte die Provence vor einer drohenden Hungersnot retten. Während der Reise schlug er einen Angriff von mehreren englischen Schiffen zurück und brachte den Konvoi von 25 Schiffen mit Ladung sicher in den Hafen von Marseille.
Von 1712 bis 1714 ging er im Auftrag Ludwigs XIV. auf Kaperfahrt in die Karibik und richtete in den portugiesischen (Kapverden), englischen (Montserrat und Antigua) und niederländischen (Sint Eustatius, Curaçao und Suriname- siehe auch ehemalige Plantage Meerzorg) Kolonien vor allem durch Brandschatzung schwere Schäden an. Es war der größte Beutezug, der bis dahin unter französischer Flagge unternommen wurde.
Mit dem im Frühjahr und Sommer 1713 zwischen der Mehrheit der am Spanischen Erbfolgekrieg beteiligten Staaten geschlossenen Frieden von Utrecht kam das Ende seines Freibeutertums.
Nachdem die französische Krone durch Kardinal Fleury von ihm erfolglos Entschädigungszahlungen gefordert hatte, wurde er 1736 in der Festung von Ham in der Region Picardie gefangen gesetzt. Hier starb er dann auch 1740 nach vier Jahren Gefangenschaft.
In seiner Geburtsstadt Nantes wurde eine Allee nach ihm benannt, die Allée Cassard. Außerdem zollte Frankreich ihm Ehrerbietung, indem eine Fregatte und mehrere Gebäude der Marine seinen Namen erhielten.